# Stazione di Borgo Lavezzaro
Stazione di Borgo Lavezzaro vasútállomás Olaszországban, Borgolavezzaro településen.

## Vasútvonalak
Az állomást az alábbi vasútvonalak érintik:
- Novara–Alessandria-vasútvonal

## Kapcsolódó állomások
A vasútállomáshoz az alábbi állomások vannak a legközelebb:
- Stazione di Vespolate
- Stazione di Albonese